# Сподње Негоње
Сподње Негоње (словен. Spodnje Negonje) је насељено место у општини Рогашка Слатина, Савињска регија, Словенија.

## Историја
До територијалне реорганизације у Словенији било је у саставу старе општине Шмарје при Јелшах.

## Становништво
У попису становништва из 2011. године, Сподње Негоње је имало 273 становника.
| Број становника према пописима | Број становника према пописима | Број становника према пописима |
| ------------------------------ | ------------------------------ | ------------------------------ |
| 1991                           | 2002                           | 2011                           |
| 244                            | 308                            | 273                            |

Напомена: Године 2002. умањено за део насеља који је припојен насељу Рогашка Слатина.